# Dicranum cirrhatum
Dicranum cirrhatum là một loài Rêu trong họ Dicranaceae. Loài này được (Schimp.) Lindb. mô tả khoa học đầu tiên năm 1881.